# Леопольд Мюнстер
Леопольд Мюнстер (нім. Leopold Münster; 13 грудня 1920, Одрау — 8 травня 1944, Гільдесгайм) — німецький льотчик-ас винищувальної авіації, штурмман СА, лейтенант люфтваффе. Кавалер Лицарського хреста Залізного хреста з дубовим листям.

## Біографія
7 січня 1939 року вступив в люфтваффе. Після проходження льотної підготовки в червні 1941 року зарахований в 4-у ескадрилью 3-ї винищувальної ескадри. Учасник Німецько-радянської війни. В січні 1942 року група Мюнстера була переведена на Середземне море, а в червні 1942 року — назад на Східний фронт. З серпня 1943 року бився на території Німеччини проти бомбардувальників союзників. З січня 1944 року — командир 4-ї ескадрильї своєї ескадри. У бою 8 травня 1944 року протаранив своїм літаком (Bf.109G-6) В-24, який вибухнув у повітрі, знищивши при цьому машину Мюнстера.
Всього за час бойових дій здійснив понад 500 бойових вильотів і збив 95 літаків противника (з них 15 чотиримоторних бомбардувальників В-17 і В-24), в тому числі 75 радянських.

## Нагороди
- Німецька імперська відзнака за фізичну підготовку
- Медаль «У пам'ять 1 жовтня 1938» із застібкою «Празький град»
- Нагрудний знак пілота
- Залізний хрест
  - 2-го класу (24 липня 1941)
  - 1-го класу (7 вересня 1941)
- Авіаційна планка винищувача в золоті (6 грудня 1941)
- Почесний Кубок Люфтваффе (24 вересня 1942)
- Німецький хрест в золоті (3 жовтня 1942)
- Лицарський хрест Залізного хреста з дубовим листям
  - лицарський хрест (21 грудня 1942) — за 53 перемоги.
  - дубове листя (№471; 12 травня 1944, посмертно) — за 95 перемог.
- Почесна грамота громади Погорш
- Почесна шпага міста Нойтічайн